# Ослобођени Јерусалим
Ослобођени Јерусалим (итал. La Gerusalemme liberata) је најпознатије дело Торквата Таса, настало 1575. године. То је барокна епска поема. Њена фиктивна радња смешетена је у доба Првог крсташког рата у коме се крсташки витезови опседају Јерусалим у борби против Сарацена (муслимана). Поема се састоји од строфа са по осам стихова, груписаних у 20 певања различите дужине. 
Ослобођени Јерусалим је настао у традицији витешких романа из доба Ренесансе и италијанске епске поезије. Тасо користи елементе заплета и лица из дела Бесни Орландо Лодовика Ариоста. Његов узор су још Хомер и Вергилије, што се види по опису опсаде и ратне тактике, као и комбиновању стварних и фантастичних догађаја. 
Дело је посвећено Алфонсу II од Есте, који је био песников мецена. 
Црква је напала Торквата да је у религијско-историјску тематику унео превише описа љубави и магије. Он тада прерађује свој спев, и пише „Освојени Јерусалим” (1587.-1592). То дело по квалитету заостаје за првобитном верзијом. 